# Gran Roque

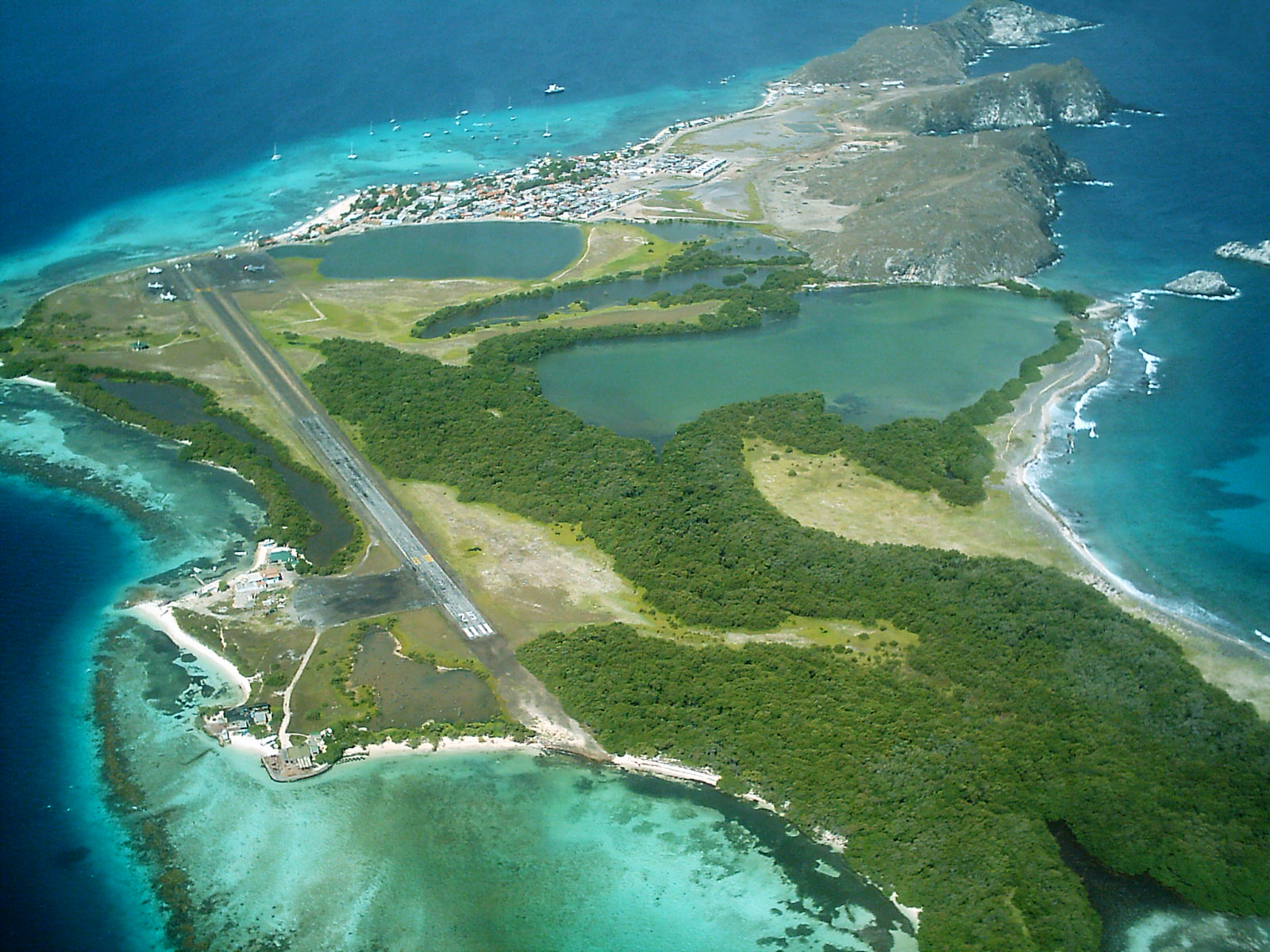
Vue de l'île Gran Roque, la plus peuplée de l'archipel de Los Roques

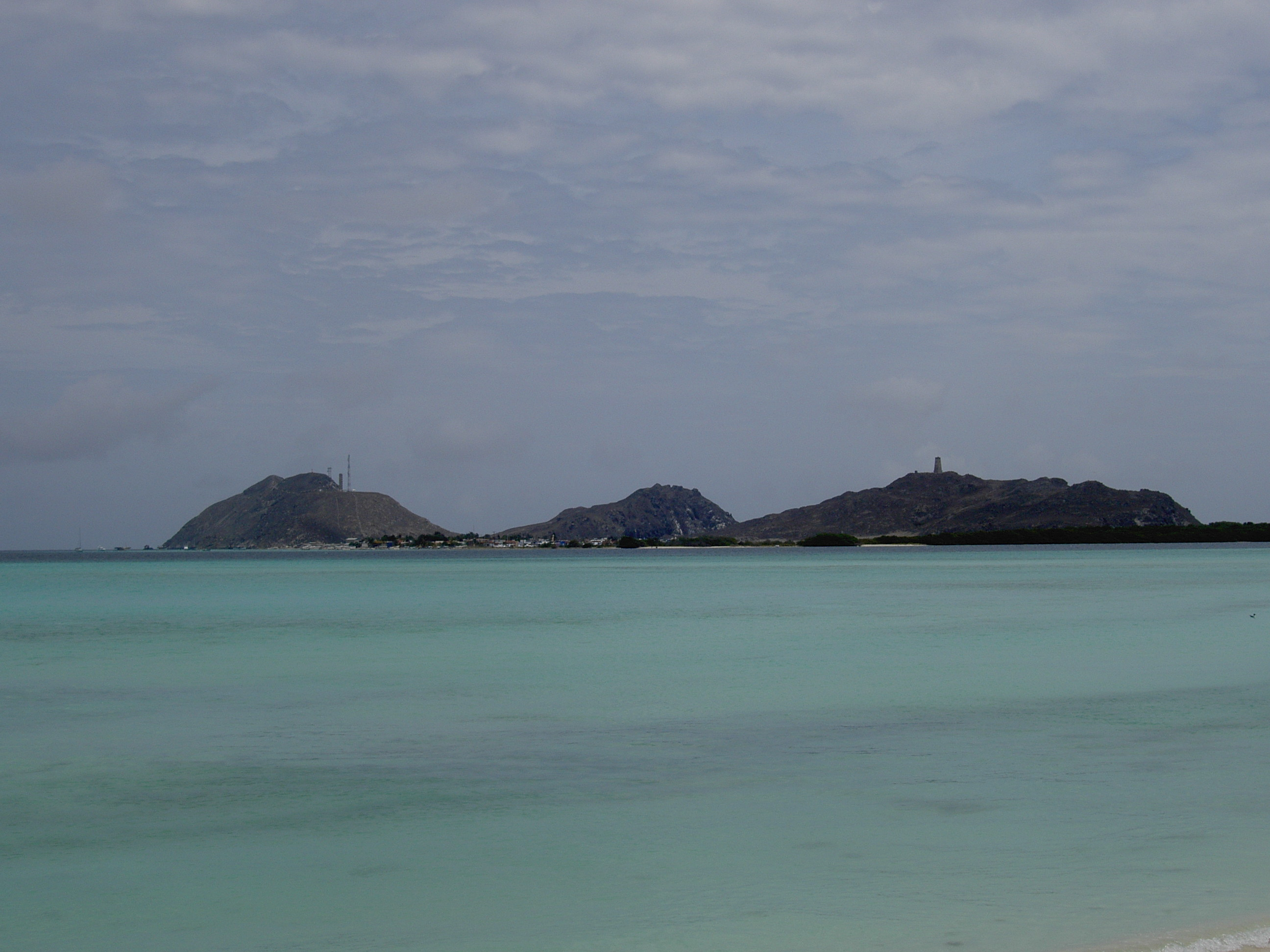
Vue de l'île de Gran Roque

Gran Roque est une île vénézuélienne de l'Archipel de Los Roques dont la superficie est de 1,7 km2, et où réside la plus grande partie de la population des Dépendances Fédérales vénézuéliennes. C'est aussi à Gran Roque que se trouvent toutes les auberges et hôtels, l'aéroport, l'école et le siège de l'Autoridad Única de Área (AUA) (Autorité Unique du Territoire). 

## Situation
L'île de Gran Roque est située dans la partie nord-est de l'archipel. Ses coordonnées géographiques sont 11° 47′ 33″ de latitude nord et 66° 40′ 37″ de longitude ouest en sa partie centrale. Elle a la forme d'un triangle rectangle dont l'angle le plus aigu est orienté vers le nord-ouest. Ses dimensions maximales sont de 3,15 km du sud-est au nord-ouest, et 990 mètres du nord-est au sud-ouest.

## Géographie
Le relief de l'île définit deux zones bien distinctes. La première est une petite chaîne montagneuse, d'un peu plus de 2 km de long, qui court tout au long de la côte septentrionale et dont l'élévation maximale atteint 124 mètres. La seconde zone comprend les deux tiers restants de l'île et est formée de terrains bas, sablonneux et inondables, avec des lagunes d'eau salée en bordure desquelles le sel précipite à la suite de l'intense évaporation. En contact avec ces lagunes se trouvent des plages de sable d'une certaine ampleur.

## Tourisme
La manière la plus simple et la plus rapide d'accéder à l'île est par voie aérienne. Des vols commerciaux existent depuis Maiquetía, Porlamar et Maracaibo.
L'aéroport est situé en bord de mer, à quelques mètres de la plage. À la descente d'avion, il faut passer par le bureau d'Inparques (Instituto Nacional de Parques) pour acquitter la taxe d'entrée du parc, vu que la totalité de l'archipel de Los Roques est un parc national.